# Anomala mizusawai
Anomala mizusawai är en skalbaggsart som beskrevs av Kobayashi 1987. Anomala mizusawai ingår i släktet Anomala och familjen Rutelidae. Inga underarter finns listade i Catalogue of Life.